# Piirsalu
Piirsalu (tyska: Piersal) är en by i nordvästra Estland. Den ligger i Lääne-Nigula kommun (tidigare Risti kommun) och landskapet Läänemaa, 60 km sydväst om huvudstaden Tallinn. Piirsalu ligger 36 meter över havet och antalet invånare är 184.
Runt Piirsalu är det mycket glesbefolkat, med 6 invånare per kvadratkilometer. Närmaste större samhälle är Palivere, 11 km sydväst om Piirsalu. I omgivningarna runt Piirsalu växer i huvudsak blandskog.